# Кумратова, Асият Сулеймановна
Асия́т Сулейма́новна Кумра́това ― советская дагестанская певица, Народная артистка Российской Федерации (1994), солистка хора телерадиовещательной компании «Дагестан».

## Биография
Асият Кумратова родилась 1 апреля 1940 года в селе Икон-Халк, Черкесская автономная область, РСФСР. Её отец – фронтовик, воевал в пехоте, был в плену, прошел всю войну, пешком дошел до Берлина и вернулся домой в 1948 году. Мать была рукодельницей, портнихой и лучшей певуньей в селе. В свободное от работы в колхозе время, вечерами мама сочиняла и пела детям песни, чтобы папа быстрее вернулся живым и здоровым.
В 1957 году Асият, в возрасте 16-ти лет поехала на Декаду литературы и искусства в Москву, проводившуюся к четырехсотлетию добровольного присоединения Карачаево-Черкессии к России. Там Кумратова получила свою первую  Почётную грамоту Верховного Совета РСФСР. В том же году начала исполнять песни на ногайском языке по радио и получила приглашение на работу в ансамбль песни и танца Карачаево-Черкессии. Затем Кумратова перешла в ансамбль Кабардино-Балкарии, где встретилась со своим будущим супругом, который был родом из Дагестана. В 1960 году Асият переехала на родину мужа.
В 1960-х годах Асият училась в Махачкалинском музыкальном училище. С 1962 по 1978 год служила солисткой Государственного ансамбля песни и танца Дагестана. В составе ансамбля побывала во многих республиках Советского Союза и за рубежом. И всюду были громкий успех и тёплые слова благодарных слушателей. Затем Кумратова перешла на роботу в хор Дагестанского телевидения и радио  (ныне ― Дагестанский государственный хор). В этом коллективе она работает и по сей день.
Огромный вклад Асият Кумратовой в развитие не только национальной, но и всей отечественной культуры Родина, правительство, народ оценили по достоинству. В 1957 году была награждена Почётной грамотой Президиума Верховного Совета РСФСР, в 1981 году ей присвоено почётное звание «Заслуженная артистка Дагестанской АССР», в 1986 году – «Народная артистка Дагестанской АССР». Асият Кумратова – ветеран труда, почётный гражданин города Черкесска.
В 1994 году Асият Сулеймановна Кумратова удостоена почётного звания «Народная артистка Российской Федерации».
В 2021 году Асият Кумратова награждена Почётной грамотой Республики Дагестан.